# Histoire des îles Galápagos

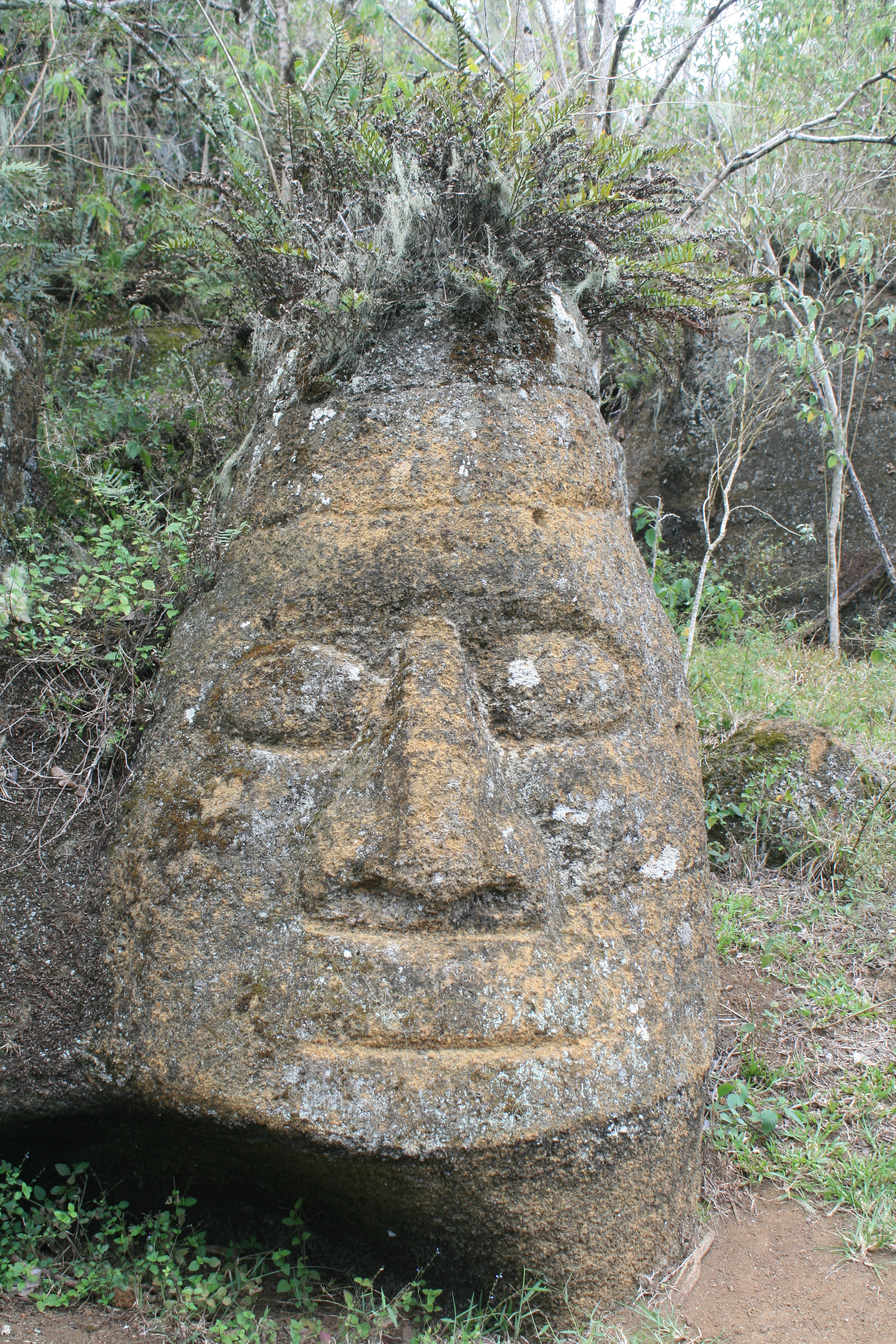
Tête sculptée aux Galápagos.

L’histoire des îles Galápagos avant leur découverte par les Européens est méconnue, mais depuis diverses missions d'exploration et d'exploitation ont eu lieu, la plus célèbre étant celle du scientifique Charles Darwin. Depuis le 12 février 1832, les îles Galápagos sont une province de l'Équateur.

## Époque précolombienne
L'histoire du peuplement des îles Galapagos est encore malconnue. Les îles étaient sans habitants lorsqu'elles furent découvertes par les Européens au XVIe siècle.
Dans les années 1950, des archéologues de l'expédition Heyerdahl ont découverts des fragments de poteries (environ 131) qu'ils ont attribués à la culture équatorienne Huancavilca, mais ces conclusions font débat au sein de la communauté scientifique,. Ces artéfacts ont été ramenés en Norvège et déposés au musée de Kon Tiki.
L'ingénieur équatorien Raúl Maruri a réalisé des activités archéologiques sur l'île de Santiago en 1963 et mis au jour des artefacts laissés par des visiteurs anglais, mexicains et espagnols, qui ont par la suite été emmenés à Guayaquil pour des analyses ultérieures,. D'autres vestiges ont été découverts dans les années 1970 et 1980.
En 2005, l'équipe de l'australien Simon Haberle a lancé un projet visant à recueillir des preuves archéologiques et paléoécologiques de l'occupation préhispanique des Galápagos. La prospection de surface et l'étude des artéfacts recueillis lors des précédentes missions n'ont pas permis de mettre en évidence une occupation antérieure à l'arrivée des Européens,. Il n'existe à ce jour pas de preuves formelles d'une occupation préhispanique sur l'archipel.

## Découverte par les Européens
C'est le dominicain Tomas de Berlanga, quatrième évêque de Panama, qui découvre ces terres le 10 mars 1535 au cours de son voyage vers le Pérou pour régler une dispute entre Francisco Pizarro et ses lieutenants. Encalminé, son vaisseau se mit à dériver et c'est ainsi qu'il atteignit les îles. Les îles Galápagos firent leur apparition vers 1570 sur les cartes dressées par Abraham Ortelius et Mercator. Elles furent appelées Insulæ de los Galopegos (« Îles des tortues »).
Par la suite, jusqu'au début du XIXe siècle, elles furent pour les pirates (et plus tard pour les baleiniers), des points d'eau et de ravitaillement en tortues : une tortue survit très longtemps sans eau ni nourriture, et constitue donc une réserve appréciable de chair fraîche. Depuis ce repaire, les pirates attaquaient et pillaient les galions espagnols transportant de l'or et de l'argent depuis le Pérou vers l'Espagne.
Herman Melville, l'auteur de Moby Dick qui visita l'archipel, en a fait une évocation à travers une série d'esquisses littéraires (Les Encantadas ou Îles Enchantées) dans son recueil des Contes de la Véranda.

## Expéditions scientifiques
La première mission scientifique aux Galápagos eut lieu en 1790 sous le commandement du capitaine sicilien Alessandro Malaspina, dont l'expédition était effectuée pour le compte du roi d'Espagne Charles IV. Cependant les comptes rendus, conclusions et rapports de cette expédition ne furent publiés qu'à la fin du XIXe siècle, Malaspina étant tombé en disgrâce et emprisonné de 1795 à 1802.
En 1793, l'Anglais James Colnett (en) fit une description de la flore et de la faune des Galápagos et suggéra que les îles soient utilisées comme base pour les baleiniers opérant dans l'océan Pacifique. Il dressa également les premières cartes sérieuses des îles destinées à la navigation. Les baleiniers capturèrent et tuèrent des milliers de tortues géantes afin d'en extraire leur graisse. Les tortues pouvaient aussi être amenées à bord car elles constituaient une bonne réserve de protéines, ces animaux pouvant survivre des mois à bord, sans nécessiter d'eau ni de nourriture. Cette chasse aux tortues fut responsable d'une diminution drastique voire dramatique du nombre d'individus de certaines espèces, allant parfois jusqu'à l'extinction. Les tortues diminuant, les navigateurs lâchèrent dans certaines îles des chèvres et des porcs qui contribuèrent à décimer la flore locale.
En janvier 1825, les botanistes John Scouler (en), Henry Hauwell et David Douglas collectèrent des plantes sur l'île Santiago.
En 1829, à bord de la Discoverer, Hugh Cuming collecta plantes et coquillages.
En 1835, le bateau HMS Beagle, commandé par le capitaine Robert FitzRoy, arriva aux Galápagos le 15 septembre. L'expédition y fit une étude scientifique de géologie et de biologie sur quatre des treize îles. Il avait à son bord le jeune Charles Darwin, biologiste britannique, qui y étudia la diversité des espèces présentes. Le Beagle quitta les îles le 20 octobre pour continuer son expédition circumterrestre. Darwin publia plus tard, à partir de ses observations, sa fameuse étude sur l'évolution et la sélection naturelle en 1859 : L'Origine des espèces. Aujourd'hui, à Puerto Ayora, la plus grande ville de l'archipel (située sur l'île Santa Cruz), se trouve un centre de recherche portant son nom.
En 1838, à bord de la Vénus, Abel Aubert du Petit-Thouars rapporta des plantes au muséum d'histoire naturelle de Paris.
En 1852, le botaniste Nils Johan Andersson publia la première étude scientifique sur la flore des îles Galápagos.
En 1868, Siméon Habel collecta des oiseaux, des insectes et des mollusques.
Louis Agassiz et Franz Steindachner visitèrent l'archipel en 1873.
En 1875 et 1878, Theodor Wolf fait des relevés géologiques, imité par Georg Baur en 1891.
En 1891, l'expédition Webster-Harris étudie les tortues.
Entre septembre 1898 et juin 1899, Edmund Heller et Robert Snodgrass collectionnent des plantes et des reptiles.
En 1905, Rollo Beck capture des tortues pour la collection de Lionel Walter Rothschild.
Entre septembre 1905 et septembre 1906, l'Académie des sciences de Californie organise une grande expédition à laquelle participent zoologistes, botanistes, ornithologistes, herpétologistes, entomologistes et géologues.
Diverses études scientifiques sont menées par William Beebe de 1923 à 1925, Wollebeck en 1924 et Allan Hancock en 1928.
En 1932, l'Académie des sciences de Californie organise une nouvelle expédition, la « Templeton-Crocker Expedition », qui récolte oiseaux, insectes, mollusques, plantes et fossiles.
En 1964, sous la férule de l'Académie des sciences de Californie et du « Galapagos International Scientific Project », soixante chercheurs participent à une expédition dans l'archipel.

## Annexion par l'Équateur et colonisation pénitentiaire
L'Équateur annexa les Galápagos le 12 février 1832, lui donnant le nom d'archipel de l'Équateur. Le premier gouverneur des Galápagos, le général José de Villamil, y transféra un groupe de détenus afin de peupler l'île de Floreana et en octobre 1832 quelques artisans et agriculteurs se joignirent à eux.
À la fin du XIXe siècle, l'Équateur établit sur l'archipel un pénitencier sur l'île d'Isabela. Une révolte éclate en 1958, ce qui conduira à sa fermeture l'année suivante.

## Époque contemporaine

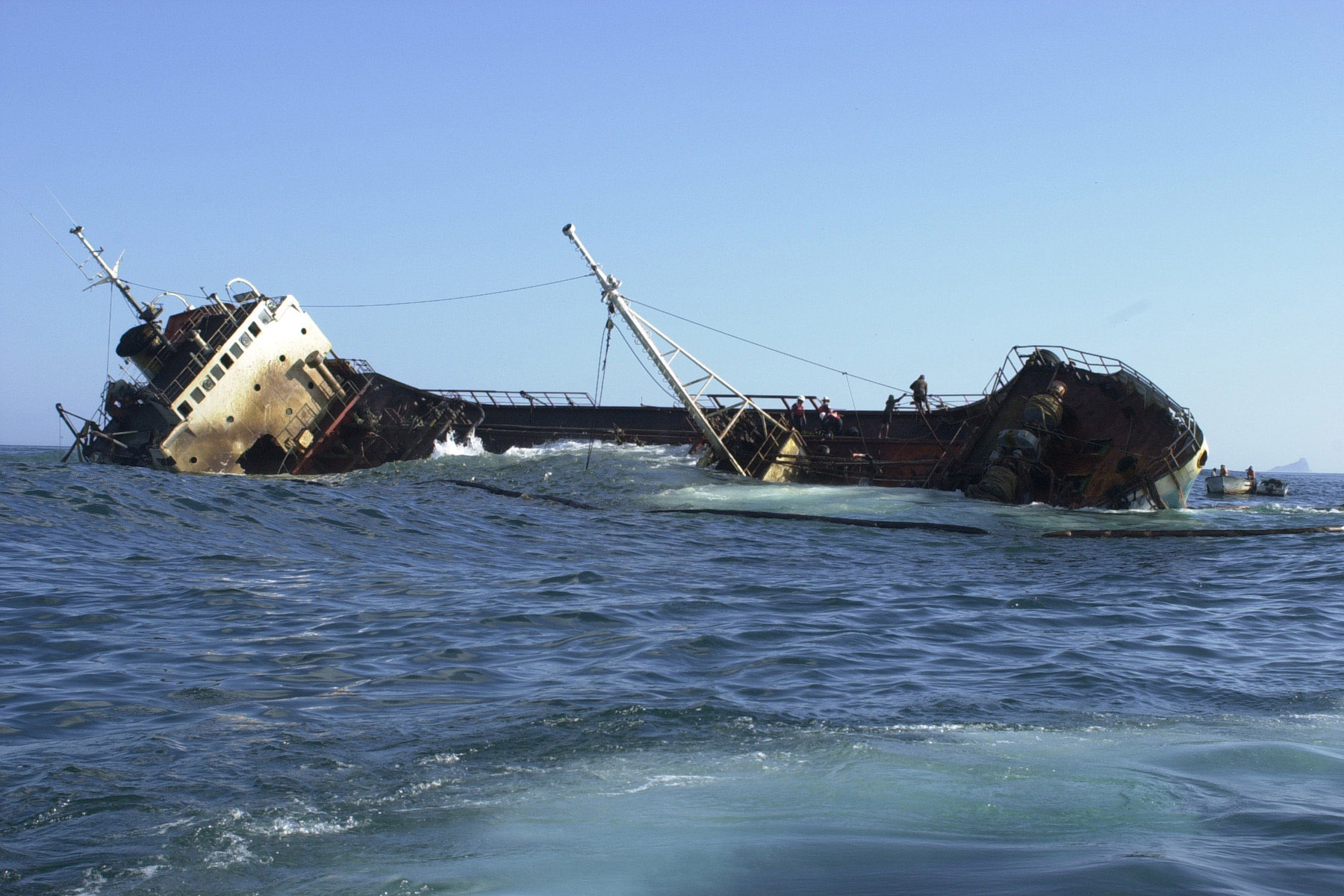
Le pétrolier Jessica échoué le 16 janvier 2001.

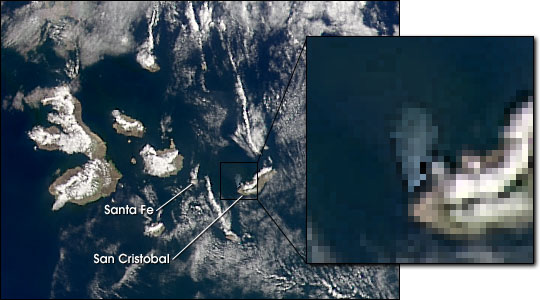
Vue satellitaire de la marée noire due au Jessica.

Au début du XXe siècle, des Américains et des Européens désireux de faire un retour à la nature s'établirent à demeure sur certaines îles, mais ils échouèrent. Il faudra attendre les années 1930 pour voir réussir les premières tentatives de colonisation civile équatorienne, au prix d'un travail acharné. L'IERAC, Institut équatorien de réforme agraire et de colonisation, organise, à partir de 1957 la distribution de terres aux colons équatoriens volontaires. Les colons de la Coopérative « Camilo Ponce Enriquez », par exemple, venus de Riobamba, colonisent la zone agricole de Santa Cruz. Sur San Cristobal et Isabela, les habitants venus de Loja, Ambato, Babahoyo, s'installent et organisent la petite communauté des premiers arrivants.
Lors de la Deuxième Guerre mondiale, les États-Unis obtiennent l'autorisation de l'Équateur d’installer une base militaire dans l'archipel, afin de protéger notamment le canal de Panamá des sous-marins japonais. Celle-ci est établie le 9 avril 1942 sur l'île de Baltra. La base fut évacuée et cédée à l'Équateur le 30 avril 1946, qui s'en sert toujours d'aérodrome.
En 1995, de sérieux conflits opposent les pêcheurs à la Station Charles Darwin et aux autorités du parc national, les organismes internationaux ayant décrété arbitrairement la restriction des droits de pêche des habitants. En 1998, la Loi spéciale des Galapagos modifie le statut de la province et de ses résidents au sein de l'État équatorien.
Le 11 janvier 2001, le naufrage du Jessica au large de San Cristobal, signe le glas de l'image d'un archipel vierge et situé hors du monde.
Le 23 juin 2007, le Comité du patrimoine mondial de l’Unesco a inscrit les îles Galápagos sur la Liste du patrimoine mondial en péril, en vue d’obtenir des apports financiers pour leur préservation.